# Roméo Elvis
Roméo Elvis (Uccle, Bruselas-Capital, 13 de diciembre de 1992) es un rapero belga. Después del lanzamiento de dos EP, Bruxelles c'est devenu la jungle (2013) y Famille nombreuse (2014), en 2016 publicó su EP Morale en colaboración con Le Motel, disco que impulsó su carrera y motivó la salida de un segundo álbum en 2017, Morale 2, que le permitió darse a conocer al público general, reeditándolo en 2018 bajo el título de Morale 2luxe4. Su segundo álbum, y el primero en solitario, Chocolat, fue lanzado el 12 de abril de 2019.

## Biografía
Roméo Elvis nació el 13 de diciembre de 1992 en Uccle, Bélgica. Interesado por la música desde su juventud, desarrolló un estilo distinto al de su padre, el cantautor belga Marka, y su hermana menor, la cantante y pianista Angèle. Roméo Elvis se crio en Linkebeek, en los suburbios del sur de Bruselas, y luego se trasladó a Forest.
Después de la universidad, continuó sus estudios secundarios en el Instituto Saint-Luc Tournai, donde aprendió a pintar y dibujar. Fue durante este tiempo que Elvis comenzó a rapear con sus amigos. Continuó su formación artística en la ESA 75, en Bruselas, donde estudió fotoperiodismo a la par que continuaba rapeando, acercándose a la agrupación musical de L'Or du Commun.
Mientras se lanzaban sus primeros EPs, Roméo Elvis trabajaba como cajero en la cadena de supermercados Carrefour. Tras el lanzamiento de Bruxelles arrive dejó su trabajo y se dedicó exclusivamente a la música. Su nuevo EP, Morale 2luxe, fue lanzado el 15 de febrero de 2018, siendo un remake de su álbum Morale 2, lanzado en marzo de 2017.
Elvis sufre de tinnitus, común entre los músicos. Ha hecho referencias a esta condición en muchos de sus títulos, como L'oreille sifflante y Ma tête. En una entrevista con Radio Nova, explicó que si pudiera obtener un ingreso sustancial con el rap, donaría parte para combatir la enfermedad.

## Discografía

### Álbumes
| Año  | Álbum                             | Posiciones en las listas musicales | Posiciones en las listas musicales | Posiciones en las listas musicales | Posiciones en las listas musicales | Certificaciones            |
| Año  | Álbum                             | BEL (Fl)                           | BEL (Wa)                           | FR                                 | SWI                                | Certificaciones            |
| ---- | --------------------------------- | ---------------------------------- | ---------------------------------- | ---------------------------------- | ---------------------------------- | -------------------------- |
| 2016 | Morale (Roméo Elvis x Le Motel)   | –                                  | 57                                 | –                                  | –                                  |                            |
| 2017 | Morale 2 (Roméo Elvis x Le Motel) | 29                                 | 3                                  | 6                                  | 39                                 | - SNEP: Platino            |
| 2019 | Chocolat                          | 4                                  | 1                                  | 3                                  | 5                                  | - BEA: Oro - SNEP: Platino |

### EPs
- 2013: Bruxelles c'est devenu la jungle
- 2014: Famille nombreuse
- 2016: Morale (con Le Motel)
- 2018: Morale 2Luxe (con Le Motel)
- 2020: Maison